# Wolferstadt
Wolferstadt ist eine Gemeinde im schwäbischen Landkreis Donau-Ries. Sie ist Mitglied der Verwaltungsgemeinschaft Wemding.

## Geografie
Wolferstadt liegt am Rand des Hahnenkamms in der Planungsregion Augsburg.
Die Gemeinde hat 10 Gemeindeteile (in Klammern ist der Siedlungstyp angegeben):
- Brenneisenmühle (Einöde)
- Erlachhöfe (Einöde)
- Jackermühle (Einöde)
- Hagau (Kirchdorf)
- Rothenberg (Weiler)
- Spitzmühle (Einöde)
- Steinbühl (Weiler)
- Waldstetten (Weiler)
- Wolferstadt (Pfarrdorf)
- Zwerchstraß (Dorf)

Es gibt die Gemarkungen Hagau, Wolferstadt und Zwerchstraß.

## Geschichte

### Bis zur Gemeindegründung
Der Ort, einst zum fränkischen Sualafeldgau gehörend, war Teil der Grafschaft Graisbach, fiel dann an das Herzogtum Bayern-Landshut, kam 1505 zum Fürstentum Pfalz-Neuburg und 1808 endgültig zum Königreich Bayern. Es bildete eine geschlossene Hofmark unter der Herrschaft des Domkapitels von Eichstätt, die 1803 mit der Säkularisation ihr Ende fand. Im Zuge der politischen Neuordnung Bayerns unter Graf Montgelas entstand mit dem Gemeindeedikt von 1818 die heutige Gemeinde.

### Eingemeindungen
Im Zuge der Gebietsreform in Bayern wurde am 1. Januar 1974 wurde die Gemeinde Zwerchstraß mit ihren Gemeindeteilen Brenneisenmühle, Rothenberg und Siebeneichhöfe eingemeindet. Der Weiler Siebeneichhöfe wurde am 1. Januar 1985 nach Treuchtlingen umgegliedert. Hagau kam am 1. Mai 1978 zur Gemeinde Wolferstadt.

### Einwohnerentwicklung
Zwischen 1988 und 2018 wuchs die Gemeinde von 1017 auf 1075 um 58 Einwohner bzw. um 5,7 %.
- 1961: 0944 Einwohner[4]
- 1970: 0968 Einwohner[4]
- 1987: 0995 Einwohner
- 1991: 1030 Einwohner
- 1995: 1074 Einwohner
- 2000: 1103 Einwohner
- 2005: 1132 Einwohner
- 2010: 1101 Einwohner
- 2015: 1080 Einwohner

## Politik

### Gemeinderat und Bürgermeister

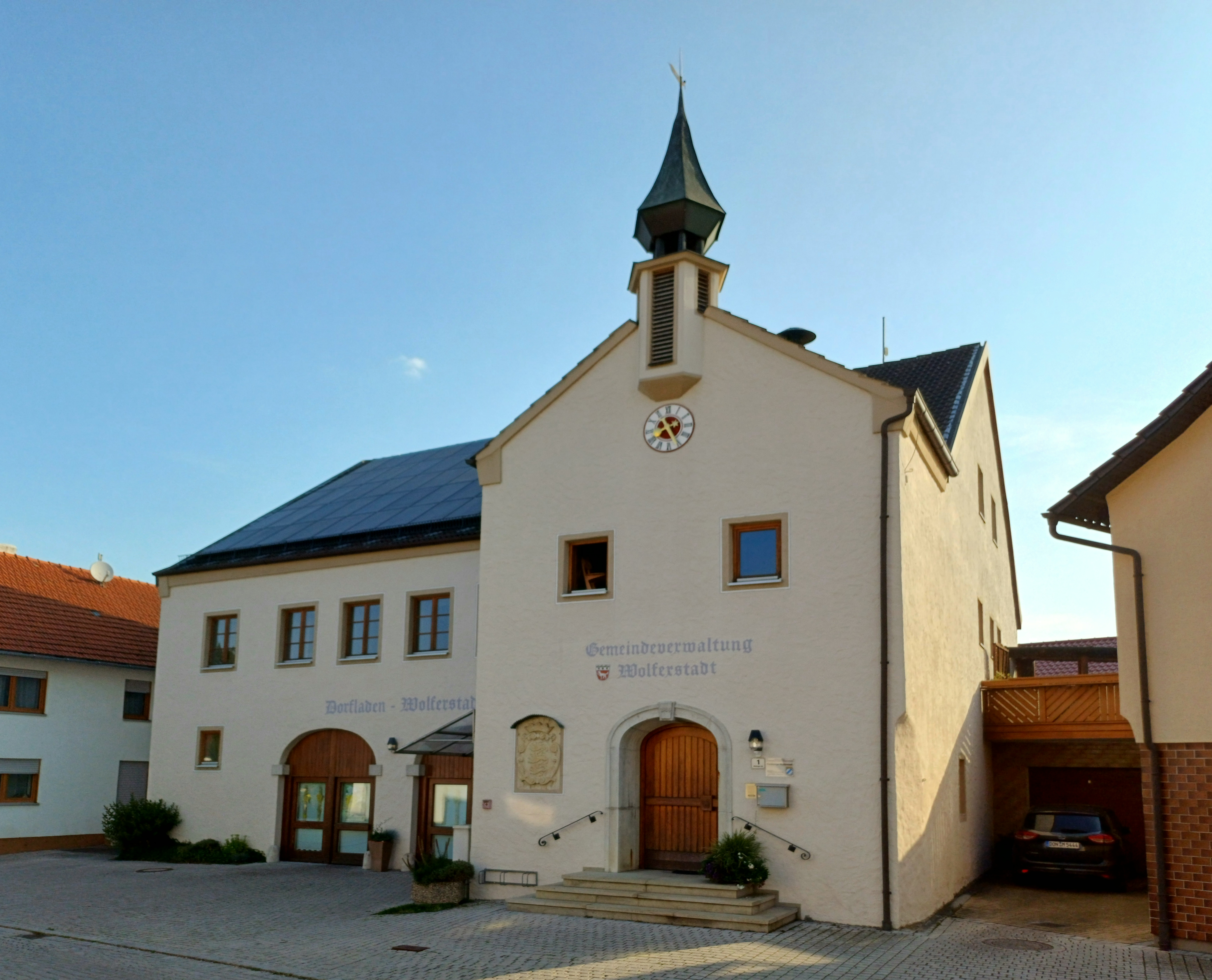
Gemeindeverwaltung

Dem Gemeinderat der Amtszeit 2020–2026 gehören sieben Mitglieder der CSU und JU und fünf Mitglieder der Christlichen Wählervereinigung Wolferstadt an.
Philipp Schlapak (Christliche Wählervereinigung) ist seit 1. Mai 2014 Bürgermeister; er wurde am 15. März 2020 mit 91 % für weitere sechs Jahre im Amt bestätigt. Sein Vorgänger Xaver Schnierle (CSU) war 36 Jahre, von 1978 bis 2014, im Amt.

## Bau- und Bodendenkmäler

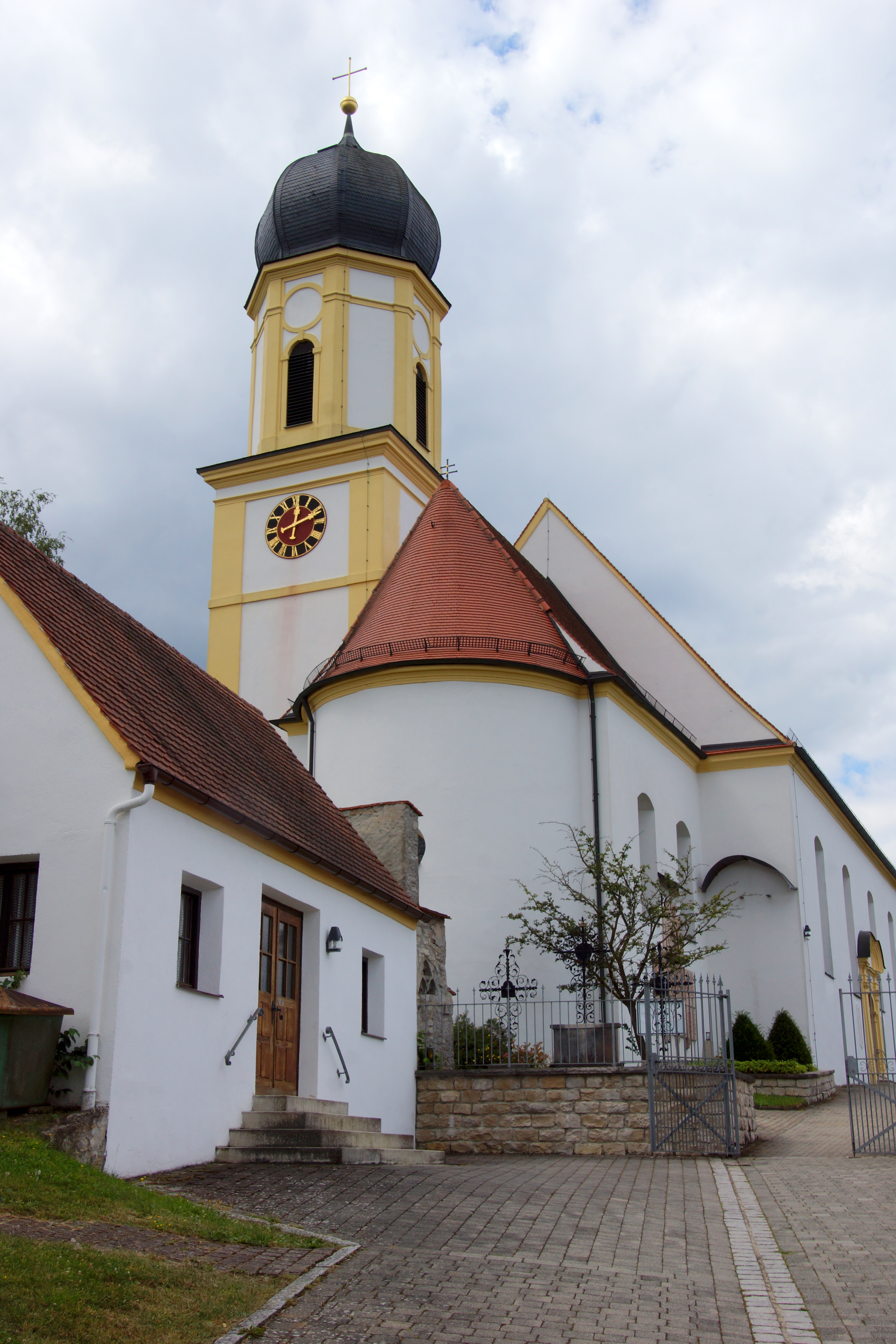
St. Martin in Wolferstadt

### Gemeindefinanzen
Die Gemeindesteuereinnahmen im Jahr 2017 betrugen 759.000 €, davon waren 128.000 € (netto) Gewerbesteuereinnahmen.

### Wappen
|                         | Blasonierung: „Unter silbernem Schildhaupt, darin ein durchgehender grüner Astbalken mit drei abhängenden grünen Blättern, in Rot ein schreitender silberner Wolf.“ |
| Wappenführung seit 1961 | |

## Wirtschaft und Infrastruktur

### Wirtschaft einschließlich Land- und Forstwirtschaft
Im Jahr 2017 gab es nach der amtlichen Statistik 75 sozialversicherungspflichtig Beschäftigten am Arbeitsort. Sozialversicherungspflichtig Beschäftigte am Wohnort gab es insgesamt 461. Damit war die Anzahl der Auspendler um 386 größer als die der Einpendler. Sieben Einwohner waren arbeitslos.
Im Jahr 2016 gab es 48 landwirtschaftliche Betriebe; 1999 waren es noch 72. Von der Gemeindefläche waren 1585 ha landwirtschaftlich genutzt, davon waren 1146 ha Ackerfläche und 438 ha Dauergrünfläche.

### Bildung
Derzeit gibt es folgende Einrichtungen:
- Johannes-Kraus-Kindertagesstätte mit 62 Plätzen und 42 Kindern, davon vier unter drei Jahren (Stand 1. März 2018)
- Grundschule Wolferstadt mit vier Lehrern und 75 Schülern (Schuljahr 2019/20)[6]

## Söhne und Töchter der Gemeinde
- Richard Auer (* 1965), Krimiautor und Journalist